# Wiesław Bogusławski
Wiesław Bogusławski (ur. 4 listopada 1931 w Poznaniu, zm. 11 stycznia 2013 tamże) – harcmistrz, wieloletni instruktor Związku Harcerstwa Polskiego, w latach 1964–1970 komendant Chorągwi Wielkopolskiej ZHP, w latach 1978–1991 dyrektor IV Liceum Ogólnokształcącego im. Komisji Edukacji Narodowej w Poznaniu.
Został pochowany 18 stycznia 2013 na Cmentarzu na Junikowo w Poznaniu.

## Odznaczenia
- Krzyż Kawalerski Orderu Odrodzenia Polski
- Srebrny Krzyż Zasługi
- Medal Komisji Edukacji Narodowej
- Krzyż „Za Zasługi dla ZHP”
- Odznaka honorowa „Za zasługi dla województwa wielkopolskiego”
- Odznaka Honorowa Miasta Poznania